# 食い尽くし系
食い尽くし系（くいつくしけい）とは、食事の時に他の人の分まで食べたり、冷蔵庫や棚などにストックされている食べ物まで食べたりする人を示す日本のインターネットスラングである。

## 概要
2023年1月にTwitter（現・X）で「相手が立ったときに（相手の食事を）食べてしまう人がいる」という投稿があり、過食症やモラハラではないかとして議論が沸き起こった。また、2023年5月に同じくTwitterで「夫が娘の分のハンバーグも食べ尽くしてしまった」という投稿が盛り上がるなどして、インターネット上でしばしば話題として取り上げられるようになった。
食い尽くし系の父親は、食事の際に子供の分を含めて家族の分まで食べたり、冷蔵庫のものやお土産を食べたりするため、料理を作る人や食べる予定だった周囲に対してストレスを与える。子供の時ならば「食いしん坊」で済んだものの、「食い尽くし系」は成人後も繰り返してしまう場合を表す。
婚活を含む恋愛市場においては、店員への態度が横柄な飲食店ジャイアン、咀嚼音をクチャクチャと響かせて食べるクチャラーなど共に、食事のマナーがなっていないとして異性に敬遠される傾向がある。

## 特徴と原因

### 特徴
「食い尽くし系」は周りに迷惑をかけているのにも関わらず、叱るとその場では「理解した」と答えても繰り返し、人によっては「余った物を食べて何が悪いの？」「たかが食べ物のことでそんなに怒るなんて卑しい」と逆ギレすることもある。

### 原因
原因としては、本人の性格や疾病、家庭環境などが指摘されている。
性格
「自分の方が立場が上・家庭内で自分が最も優位であることを示したい」「優位であることを確認できないと不安だ」という心理で、食い尽くされる側にアピールしたい心理が原因の場合がある。他に、無自覚だが「自分の食い尽くしで周りが怒ったり泣いたりするのを見て、『自分の力で他人を怒らせ、泣かせることができた』という歪んだ優越感と自己効力感を味わい満足する」タイプもおり、周りを優越・独占・支配の喜びを貪るための「生け贄」にしている一種の嗜虐依存といえる。また、被害者が「他人の物まで横取りして食べるのは人としてあり得ない」と怒るのを、「お前はたかがパン１個取られたくらいで怒る心の狭い奴だ」と自分の与えた被害を矮小化するタイプもいる。
疾病
「毒が盛られているから自分が食べてあげなければ」などといった、特定の強迫感情による強迫性障害の場合もある。また、発達障害や摂食障害などが原因の場合がある。他に、痴漢の「触りたいというより触れそうな対象がいるのに触らないのが耐えられない」や万引きの「盗めそうな物を盗まないのが耐えられない」という心理に近いとする説もあり、「自分が損するのが耐えられない」強迫感情の可能性や、「目に入った物は全部食べないと気が収まらず、理性のコントロールが利かない」「目の前の物をあるだけ食べ尽くしたわずかな間だけ、日頃のストレスや辛さを忘れられる」「『たくさん食べるのは無条件にいいことだ』という刷り込み」「苦しいほど満腹にならないと食べた気がしない」など、一種の依存症の可能性も指摘されている。
家庭環境
両親が共働きのため冷蔵庫から直接取って食べることが普通だったケースや、子供時代に食事が大皿に盛られていて好きな物を好きなだけ食べられたケース、兄弟が多くて食事がいつも早い者勝ちだったケースなどの家庭環境が原因の場合がある。生家が作り置きの習慣のない家庭だとよく「残ったらもったいないから」と考えて食い尽くし系になったり、生家での「なんでもどんどん食べるのを『たくさん食べるねぇ、作りがいがあるわ』と喜ばれる」成功体験のせいで、出された物を無邪気に食べまくる者も多い。

## 対策
対策としては以下のことが挙げられる。
我がこととして考えるよう促す
自身が被害者になったらどう思うのか、自分ごととして想像できるよう対話する。
食事の場で工夫する
食事をあらかじめ小皿に盛る、全員が揃ってから食事する、冷蔵庫の中にある物を明示する、など。
食育に取り組む
発達障害や摂食障害が主因でなければ、食育でカバーできる可能性がある。